# Daniel Malescha
Daniel Malescha (ur. 28 kwietnia 1994 w Monachium) – niemiecki siatkarz, grający na pozycji atakującego. 
Jego starszy brat Florian i młodsza siostra Carina grają zawodowo w siatkówkę.
W 2009 roku w Pucharze Świata do lat 19 wraz z Kielerem Hinrichsenem zajęli dziewiąte miejsce. Od 2014 roku razem z bratem bierze udział w turniejach siatkówki plażowej.

## Sukcesy klubowe
Superpuchar Niemiec:
- 2016, 2017, 2018, 2023[7], 2024[8]

Puchar Niemiec:
- 2017, 2018, 2019, 2021, 2024[9], 2025[10]

Mistrzostwo Niemiec:
- 2024[11], 2025[12]
- 2017, 2018, 2019

Mistrzostwo Rumunii:
- 2023[13]

## Sukcesy w siatkówce plażowej
Mistrzostwa Niemiec U-18:
- 2009